# Александровка (Херсонский район)
Алекса́ндровка (укр. Олександрівка) — село в Херсонской области на берегах Днепро-Бугского лимана и озера Солонец. Относится к Станиславской сельской общине Херсонского района Херсонской области Украины.
Почтовый индекс — 75050. Телефонный код — 5547. Код КОАТУУ — 6520380501
Дома и инфраструктура села в различной степени повреждены (частично или полностью разрушены) в ходе вторжения России в Украину.

## Население
Население курорта по переписи 2001 года составляло 2596 человек.

### Языковой состав
Родной язык населения по данным переписи 2001 года:
| Язык       | Численность, чел. | Доля     |
| ---------- | ----------------- | -------- |
| Украинский | 2 354             | 90,68 %  |
| Русский    | 223               | 8,59 %   |
| Другое     | 19                | 0,73 %   |
| Итого      | 2 596             | 100,00 % |

## Местный совет
75050, Херсонская обл., Херсонский р-н, с. Александровка, ул. Ленина, 9